# Acoma Pueblo
Acoma is een pueblo bij de Amerikaanse stad Grants (New Mexico). Het is de oudste bewoonde plek in de Verenigde Staten. Het oudste huis stamt uit 1144 maar mogelijk is deze plek al bewoond sinds het begin van de jaartelling.
De nederzetting is gebouwd op een 112 meter hoge zandstenen tafelberg. Het ligt in het indianenreservaat Acoma.
De locatie is een National Historic Landmark sinds 1960.